# Flavius Rufinus
Flavius Rufinus, ou Rufin, né en 335, à Elusa en Novempopulanie, mort le 27 novembre 395 à Constantinople, est un haut fonctionnaire romain de la fin du IVe siècle, préfet du prétoire d'Orient sous Théodose et favori d'Arcadius pendant quelques mois avant son assassinat.

## Sources
La principale source est In Rufinum, poème écrit par le poète de cour Claudien, qui décrit Rufin comme un personnage cupide, fourbe et ambitieux. Toutefois Claudien étant proche de Stilicon, ennemi de Rufin, son témoignage est suspect.
À l'inverse de Claudien, Symmaque le voit comme intelligent et doué de prestance et d'éloquence.
Le rôle de Rufin est aussi évoqué par Zosime dans son Histoire nouvelle.

## Biographie

### Origines, formation et début de carrière
Rufin est originaire d'Eauze, dans la province de Novempopulanie. Sa sœur, Sylvie d'Aquitaine, sera déclarée sainte.
Il a probablement été formé dans une école de Bordeaux ou de Toulouse. Les sources indiquent que par la suite, il a des difficultés pour parler le grec. Rufin apparaît comme un catholique zélé.
Il séjourne ensuite à Milan et à Rome, et devient l'ami de l'évêque Ambroise de Milan, avant de poursuivre sa route vers Constantinople pour rejoindre la cour de l'empereur.

### Sous le règne de Théodose
Il obtient un emploi à la chancellerie impériale et devient magister officiorum, en 388. Il a peut-être reçu la dignité de patrice. En 390, il est l'ambassadeur de Théodose auprès d'Ambroise pour régler une affaire qui les oppose.
En 392, Théodose Ier le désigne comme consul en même temps que son fils Arcadius. Il orchestre la chute de ses rivaux à la cour : le préfet du prétoire d'Orient Tatianos et son fils Proclos, préfet de la Ville de Constantinople. Après avoir obtenu la déposition de Tatianos, Rufin le remplace à la préfecture du prétoire et nomme successivement deux de ses partisans à la tête de la préfecture de Constantinople : Aristaenetus, suivi d'Aurelianus début 393.
Il entre en conflit avec Promotus et Timasius, respectivement magister equitum et magister peditum de Théodose Ier. Au cours d'un conseil, il insulte Promotus, qui le gifle. Ayant rendu compte de l'incident à Théodose, il obtient son soutien : Promotus est envoyé en Thrace. Rufin soudoie alors des barbares qui suivent Promotus et le tuent en septembre 392.
Comblé d'honneurs, devenu immensément riche, il se fait construire une somptueuse résidence d'été à Chalcédoine. Il fait également construire un monastère et une église, où il est baptisé en 394 en présence d'évêques et d'ermites célèbres.
Il assure avec Arcadius la direction de l'Empire quand Théodose Ier quitte Constantinople pour combattre les troupes d'Arbogast qui est vaincu à la bataille de la rivière froide, en septembre 394.
Avant sa mort, Théodose Ier partage l'Empire entre ses deux fils, à Honorius, l'empire d'Occident, et à Arcadius, l'empire d'Orient. Il charge le général Stilicon de veiller sur ses fils. Dans l'empire d'Orient, Stilicon se heurta ensuite à Rufin, ministre d'Arcadius, et ne put exercer la régence que sur l'empire d'Occident.

### Sous le règne d'Arcadius
Après la mort de Théodose en janvier 395, Rufin devient ministre de son fils Arcadius, chargé de la partie orientale de l'Empire.
Au printemps 395, les Wisigoths d'Alaric étant repoussés de Constantinople vers la Thessalie, il décide de cantonner ces hordes en Illyrie orientale afin de bloquer les revendications de son ennemi Stilicon sur ce territoire qu'il revendiquait en faveur de l'empire d'Occident. La manœuvre réussit et Stilicon retourna en Italie. Mais son triomphe fut de courte durée.
Rufin voulait que l'empereur épouse sa fille, mais Eutrope, qui avait été eunuque du palais de Théodose, réussit à entraver ce projet. Cependant, alors que Rufin voyageait en Syrie en avril 395, Eutrope maria rapidement Arcadius avec Eudoxie.
Le 27 novembre, Rufin se rendit avec Arcadius au camp de l'Hebdomon pour une réception solennelle des troupes rappelées de Thessalie. Il est accusé d'avoir passé un pacte avec les Wisigoths et de vouloir marier sa fille avec l'empereur Arcadius pour asseoir son pouvoir sur l'Empire, si bien qu'il est remplacé par Eutrope. Les troupes commandées par le goth Gaïnas, ami de Stilicon ou payé par lui, le cernèrent, avant de l'assassiner et de promener sa tête au bout d'une pique. Sa femme et sa fille furent cependant sauvées par Eutrope qui leur permit de se retirer à Jérusalem.